# Paul Rodriguez

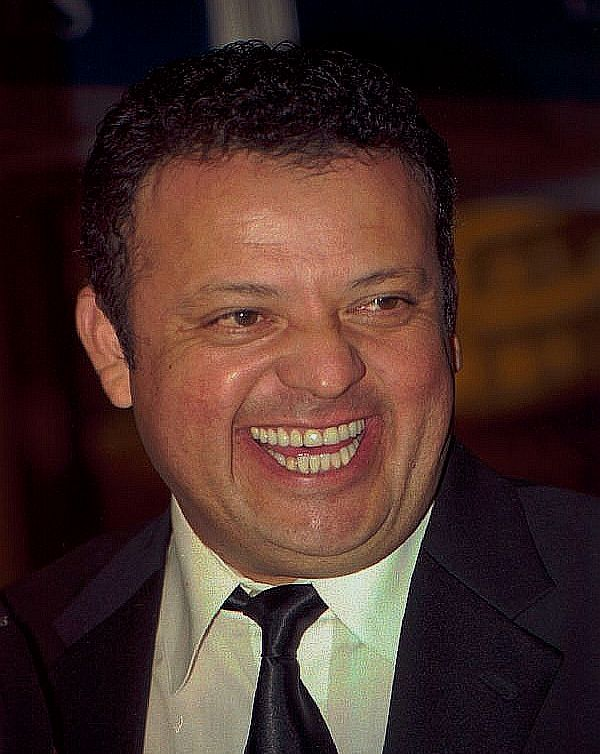
Paul Rodriguez (1998)

Paul Rodriguez (* 19. Januar 1955 in Culiacán, Mexiko) ist ein Schauspieler und Comedian.

## Leben und Leistungen
Rodriguez wuchs in einer Vorstadt von Los Angeles auf, dann diente er bei der US Air Force. Nach dem Militärdienst studierte er Jura, in dieser Zeit entwickelte sich sein Interesse am Schauspiel. Er trat seit dem Jahr 1983 als ein Comedian auf, in derselben Zeit debütierte er als Filmschauspieler. In der Actionkomödie Die Chaotenclique (1983) von Joel Schumacher trat er neben Mr. T auf. Im Thriller Quicksilver (1986) spielte er neben Kevin Bacon.
Für seine Rolle in der Sitcom Latino Laugh Festival, in der er neben Cheech Marin auftrat, gewann er den NCLR Bravo Award. In der Sitcom Comic Relief VIII (1998) trat er neben Billy Crystal, Whoopi Goldberg und Robin Williams auf. Für diese Rolle wurde er im Jahr 1999 für den American Latino Media Arts Award nominiert.
Rodriguez spielte in der Komödie Crocodile Dundee in Los Angeles (2001) die Rolle von Diego neben Paul Hogan und Linda Kozlowski. In der Komödie Tortilla Soup – Die Würze des Lebens (2001) spielte er die Rolle von Orlando Castillo, dem Ehemann von Leticia Naranjo (Elizabeth Peña) und Schwiegersohn von Martin Naranjo (Hector Elizondo). Für diese Rolle wurde er im Jahr 2002 für den American Latino Media Arts Award nominiert.
Sein Sohn ist der berühmte Skateboarder Paul Rodriguez.

## Filmografie (Auswahl)
- 1983: Gloria (Fernsehserie, Folge 1x21 An Uncredited Woman)
- 1983: Die Chaotenclique (D.C. Cab)
- 1986: Quicksilver
- 1986: Die Whoopee Boys (The Whoopee Boys)
- 1987: Born in East L. A.
- 1990: Hardball und Gomez (Grand Slam)
- 1993: Made in America
- 1995: Wilder Zauber (Rough Magic)
- 2000: Price of Glory
- 2001: Crocodile Dundee in Los Angeles
- 2001: Tortilla Soup – Die Würze des Lebens (Tortilla Soup)
- 2001: Rat Race – Der nackte Wahnsinn (Rat Race)
- 2001: Ali
- 2002: Blood Work
- 2004: Cinderella Story
- 2005: Mit Herz und Hand (The World’s Fastest Indian)
- 2008: Lonely Street
- 2008: Beverly Hills Chihuahua (Stimme)
- 2009: Porndogs: The Adventures of Sadie (Stimme)
- 2010: Cats & Dogs: Die Rache der Kitty Kahlohr (Cats & Dogs: The Revenge of Kitty Galore, Stimme)
- 2021: Clifford der große rote Hund (Clifford the Big Red Dog)